# Ixodes djaronensis
Ixodes djaronensis este o specie de căpușe din genul Ixodes, familia Ixodidae, descrisă de Neumann în anul 1907. Conform Catalogue of Life specia Ixodes djaronensis nu are subspecii cunoscute.